# Abandon All Ships
Gli Abandon All Ships sono stati un gruppo musicale canadese attivo dal 2006 al 2014, poi per una sola volta nel 2016 e poi nuovamente nel 2020. Nella sua musica la band combina elementi tipici del metal e del post-hardcore con la dance. Tutti i membri sono di origini italiane.

## Storia del gruppo

### Gli inizi (2006-2009)
Gli Abandon All Ships sono nati nel 2006 a Toronto, Ontario, in Canada. Originariamente erano una cover band dei Norma Jean. Dopo essersi fatti conoscere nella scena musicale di Toronto, iniziano ad aprire concerti di gruppi post-hardcore come Silverstein.

### Geeving(2010)
Nei primi mesi del 2010 la band firma per Underground Operation, Rise Records e Velocity Records. Pubblicano il primo singolo Take One Last Breath conosciuta prima come Pedestrians Is Another Word For Speedbumps il 29 giugno 2010. Il video musicale debutta
su internet lo stesso giorno. Hanno suonato al Bluesfest 2010 a Ottawa, Ontario. Al festival hanno suonato alcune nuove canzoni, tra 
cui Geeving, Guardian Angel (realizzata con la collaborazione di Lena Katina) e il loro primo singolo Take One Last Breath. Tutte le canzoni saranno poi inserite nel primo album, Geeving. 
Il singolo Megawacko 2.1 viene pubblicato il 24 agosto 2010 assieme al relativo video musicale. Geeving viene pubblicato il 5 ottobre 2010 e la band con la sua crescente popolarità viene inclusa nel Monument Tour dal 29 ottobre 2010 al 5 dicembre 2010 con Miss May I, Sleeping with Sirens, The Crimson Armada e Bury Tomorrow.

### L'addio dei fratelli Paiano (2011)

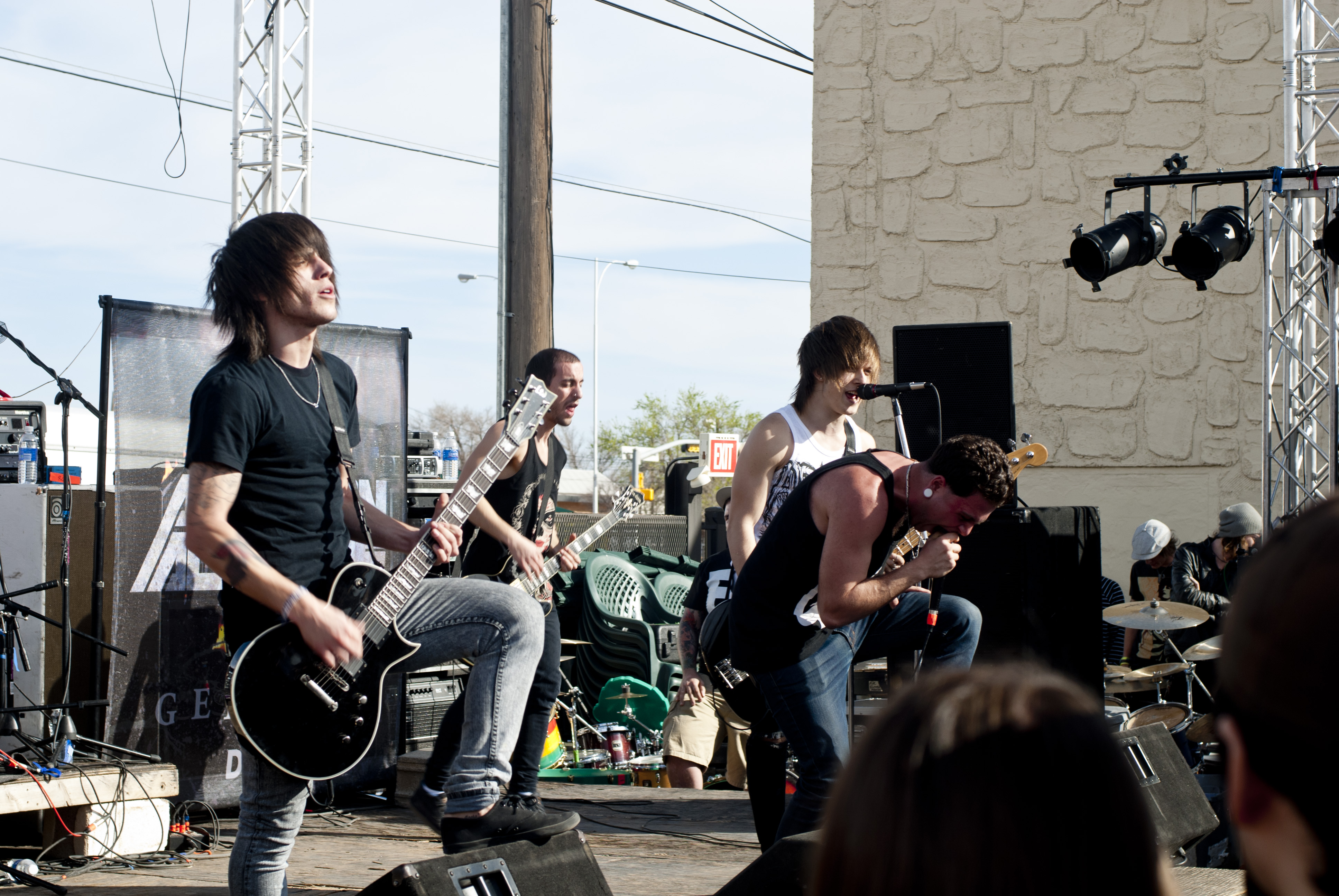
Gli Abandon All Ships nel 2011

Il 24 gennaio 2011 il chitarrista Kyler lascia la band, dichiarando di non avere nessun problema personale con i membri della band e 
che li considera tutti fratelli, ma che il suo cuore non era più con la band come una volta. Ringrazia tutti per l'amore e la gioia data e augura il meglio per il futuro della band. Viene rimpiazzato da Daniel Ciccotelli. La band parteciperà al Vans Warped Tour 2011. In un primo momento non era chiaro esattamente ciò che ha portato alla partenza di questi membri, ma successivamente è stato rivelato che sono stati cacciati mentre si era stato fatto credere che fosse una loro scelta di non continuare a suonare nella band. I restanti membri hanno poi spiegato: "Beh, se non avete già sentito la notizia, Andrea e Dan Paiano non proseguiranno negli Abandon All Ships a causa di motivi personali che non vorrei toccare a questo punto e ora. Auguriamo loro il meglio della fortuna con i loro progetti futuri. Quanto per gli Abandon All Ships, ci sarà senza dubbio un proseguimento".
Poco dopo l'incidente, Andrew verrà invitato a far parte degli Woe, Is Me come chitarrista solista e Dan come tecnico della batteria.

### Infamouse l'abbandono di Taylor (2012)
Il 18 gennaio 2012 viene annunciato che la band sta lavorando al nuovo album. L'album, intitolato Infamous, viene successivamente pubblicato il 3 luglio 2012 e il primo singolo con video, l'omonimo Infamous, viene pubblicato il 1º maggio 2012. Il 14 
dicembre il batterista Chris Taylor, tramite un video YouTube, ha annunciato che ha lasciato la band per ragioni personali.

### Malocchioe lo scioglimento (2013-2014)
A maggio 2013 la band annuncia di essere al lavoro per il terzo album. Il 13 giugno viene pubblicato il video di Less Than Love. Il 16 agosto 2013 viene annunciato che il chitarrista Daniel Ciccotelli ha lasciato la band per proseguire il suo progetto solista denominato The Hills Club. Il 19 settembre 2013 viene annunciato il ritorno di Kyler Browne nella band. Successivamente Melvin Murray diviene un membro ufficiale degli Abandon All Ships.
L'11 febbraio 2014 viene pubblicato il terzo album in studio della band, Malocchio. L'album, sempre pubblicato dalla Rise Records, è l'ultimo lavoro degli Abandon All Ships, poiché nell'agosto 2014 i membri della band annunciano la loro decisione di porre fine al progetto. Terranno il loro ultimo spettacolo insieme il 25 settembre nella loro città d'origine, Toronto.

### Prima riformazione e nuovo singolo (2016)
Nel 2016 viene annunciato che il gruppo si è riformato per pubblicare un nuovo singolo intitolato Loafting, che presenta la formazione della band presente durante la registrazione del loro album di debutto Geeving, con l'esclusione di Kyler Browne. È stato invece reinserito Daniel Ciccotelli, che è stato chitarrista solista dal 2011 al 2013 e ha contribuito alla registrazione di Infamous.

### Seconda riformazione (2020)
La band si è riformata un'altra volta nel 2020 e ha pubblicato due singoli: Maria (I Like It Loud) e We'll Be Fine.

## Formazione

### Ultima
- Angelo Aita – voce death (2006-2014, 2016, 2020)
- Martin Broda – voce melodica, basso (2006-2014, 2016, 2020)
- Sebastian Cassisi-Nunez – sintetizzatore, tastiera, programmazione (2006-2014, 2016, 2020)
- Andrew Paiano – chitarra ritmica (2008–2011, 2016. 2020)
- Daniel Paiano – batteria (2009-2011, 2016, 2020)
- Daniel Ciccotelli – chitarra ritmica (2011-2013, 2016, 2020)

### Ex componenti
- David Stephens – chitarra solista, cori (2006–2009)
- Francesco Pallotta – basso (2006–2009)
- Nick Fiorini – basso (2009)
- Kyler Stephen Browne – chitarra, cori (2009–2011, 2013-2014)
- Chris Taylor – batteria (2011-2012)
- Melvin Murray – batteria (2013-2014)

## Discografia

### Album in studio
- 2010 – Geeving
- 2012 – Infamous
- 2014 – Malocchio

### EP
- 2009 – Abandon All Ships

### Singoli
Commerciali
- 2010 – Take One Last Breath
- 2010 – Megawacho 2.0
- 2012 – Infamous
- 2013 – Reefer Madness
- 2014 – Cowboys
- 2016 – Loafting
- 2020 – Maria (I Like It Loud)
- 2020 – We'll Be Fine

Promozionali
- 2010 – Bro My God
- 2012 – Good Old Friend

### Video musicali
- 2010 – Take One Last Breath
- 2010 – Megawacko2.1
- 2011 – Geeving
- 2012 – Infamous
- 2012 – August
- 2013 – Less Than Love
- 2014 – Trapped
- 2016 – Loafting